# Український інститут стратегічних досліджень Міністерства охорони здоров'я України
Державна установа «Український інститут стратегічних досліджень Міністерства охорони здоров'я України» — інститут сфери управління МОЗ України, основним завданням якого є розробка програм трансформації системи охорони здоров'я, нормативно-правового, інформаційного та фінансово-економічного забезпечення цієї галузі.

## Історія
У 1988 році було засновано Київський науково-дослідний інститут соціальної гігієни та управління охороною здоров'я. До його складу увійшли Республіканський відділ науково-медичної інформації МОЗ України та відділи соціальної гігієни і організації охорони здоров'я та проблем управління медичною наукою Київського науково-дослідного інституту загальної та комунальної гігієни ім. О. М. Марзеєва.
У 1992 його перейменовано в Український науково-дослідний інститут соціальної гігієни та управління охороною здоров'я.
У 1994 інститут увійшов до складу Українського НДІ екогігієни і токсикології хімічних речовин ім. Л. І. Медведя. Нову установу названо Інститутом здоров'я ім. академіка Л. І. Медведя.
У 1997 на базі попередньої структури і Українського центру здоров'я створено Український інститут громадського здоров'я МОЗ України.
У 2008 заклад перейменовано в Державну установу «Український інститут стратегічних досліджень МОЗ України».

## МКФ
МОЗ України 23 березня 2018 року наказом № 552 затвердило план заходів Міністерства охорони здоров'я України з виконання плану заходів із впровадження в Україні Міжнародної класифікації функціонування, обмежень життєдіяльності та здоров'я та Міжнародної класифікації функціонування, обмежень життєдіяльності та здоров'я дітей і підлітків.
Відповідно до цього наказу за участю інституту:
- до I кварталу 2018 року має бути перекладено міжнародні класифікації з англійської на українську мову і проведено процедуру культуральної та мовної адаптації тексту, затверджено переклад згідно з вимогами ВООЗ;
- до ІІІ кварталу 2018 року  слід проаналізувати законодавство з метою виявлення потреби у внесенні змін, необхідних для впровадження міжнародних класифікацій, розробити на основі результатів зазначеного аналізу законопроєкт про внесення змін до деяких законодавчих актів щодо використання міжнародних класифікацій;
- до IV кварталу 2018 року — повинно бути розроблено чіткі критерії встановлення інвалідності на основі принципів міжнародних класифікацій, проведено навчання для національних тренерів з МКФ та МКФ-ДП, тощо[2].